# São Paio de Jolda
São Paio de Jolda (oficialmente Jolda (São Paio)) é uma freguesia portuguesa do município de Arcos de Valdevez, com 1,7 km² de área e 316 habitantes (censo de 2021) A sua densidade populacional é 185,9 hab./km²

## Demografia
A população registada nos censos foi:
| Distribuição da População por Grupos Etários | Distribuição da População por Grupos Etários | Distribuição da População por Grupos Etários | Distribuição da População por Grupos Etários | Distribuição da População por Grupos Etários |
| -------------------------------------------- | -------------------------------------------- | -------------------------------------------- | -------------------------------------------- | -------------------------------------------- |
| Ano                                          | 0-14 Anos                                    | 15-24 Anos                                   | 25-64 Anos                                   | > 65 Anos                                    |
| 2001                                         | 81                                           | 77                                           | 204                                          | 59                                           |
| 2011                                         | 62                                           | 42                                           | 190                                          | 66                                           |
| 2021                                         | 44                                           | 44                                           | 151                                          | 77                                           |